# Campeonato de Primera División 1932 de la AFAP (Argentina)
El Campeonato de Primera División 1932 de la Asociación Argentina de Football (Amateurs y Profesionales) (AFAP), llamado oficialmente Copa Campeonato 1932, fue el quincuagésimo segundo torneo de Primera División de la era amateur. Se disputó entre el 20 de marzo de 1932 y el 28 de enero de 1933, en dos ruedas por el sistema de todos contra todos.
Al certamen se incorporaron: Liberal Argentino, campeón de la Primera División B, y All Boys, ganador del desempate por el subcampeonato. Además se produjo la fusión de Temperley con Argentino de Banfield.
Se consagró campeón por primera vez Barracas, al vencer por 5 a 1 a Barracas Central faltando 1 mes para la finalización del certamen.

## Ascensos y descensos
| Pos | Equipos ascendidos |
| --- | ------------------ |
| 1.º | Liberal Argentino  |
| 2.º | All Boys           |

| Pos | Equipo descendido en la temporada 1931 |
| --- | -------------------------------------- |
| 16° | San Fernando                           |

| Pos | Equipo desafiliado en la temporada 1931 |
| --- | --------------------------------------- |
| -   | San Isidro                              |

## Equipos
| Equipo                 | Ciudad       |
| ---------------------- | ------------ |
| All Boys               | Buenos Aires |
| Almagro                | Buenos Aires |
| Argentino de Quilmes   | Quilmes      |
| Argentino de Temperley | Temperley    |
| Banfield               | Banfield     |
| Barracas Central       | Buenos Aires |
| Colegiales             | Buenos Aires |
| Defensores de Belgrano | Buenos Aires |
| El Porvenir            | Gerli        |
| Estudiantes            | Buenos Aires |
| Estudiantil Porteño    | Buenos Aires |
| Excursionistas         | Buenos Aires |
| Liberal Argentino      | Buenos Aires |
| Nueva Chicago          | Buenos Aires |
| Sportivo Barracas      | Buenos Aires |
| Sportivo Buenos Aires  | Buenos Aires |
| Sportivo Palermo       | Buenos Aires |

## Tabla de posiciones final
| Pos  | Equipo                 | Pts | PJ | G  | E  | P  | GF | GC | Dif |
| ---- | ---------------------- | --- | -- | -- | -- | -- | -- | -- | --- |
| 1.º  | Sportivo Barracas      | 47  | 32 | 21 | 5  | 6  | 74 | 35 | 39  |
| 2.º  | Barracas Central       | 42  | 32 | 18 | 6  | 8  | 46 | 33 | 13  |
| 3.º  | Colegiales             | 42  | 32 | 17 | 8  | 7  | 55 | 43 | 12  |
| 4.º  | Defensores de Belgrano | 38  | 32 | 16 | 6  | 10 | 56 | 46 | 10  |
| 5.º  | All Boys               | 37  | 32 | 16 | 5  | 11 | 70 | 55 | 15  |
| 6.º  | Almagro                | 35  | 32 | 14 | 7  | 11 | 48 | 50 | -2  |
| 7.º  | El Porvenir            | 32  | 32 | 13 | 6  | 13 | 54 | 45 | 9   |
| 8.º  | Estudiantes (BA)       | 30  | 32 | 9  | 12 | 11 | 53 | 54 | -1  |
| 9.º  | Banfield               | 30  | 32 | 12 | 6  | 14 | 44 | 49 | -5  |
| 10.º | Excursionistas         | 30  | 32 | 11 | 8  | 13 | 54 | 66 | -12 |
| 11.º | Liberal Argentino      | 28  | 32 | 10 | 8  | 14 | 34 | 41 | -7  |
| 12.º | Estudiantil Porteño    | 27  | 32 | 10 | 7  | 15 | 45 | 61 | -16 |
| 13.º | Argentino de Quilmes   | 26  | 32 | 11 | 4  | 17 | 51 | 57 | -6  |
| 14.º | Argentino de Temperley | 26  | 32 | 9  | 8  | 15 | 35 | 57 | -22 |
| 15.º | Nueva Chicago          | 25  | 32 | 10 | 5  | 17 | 50 | 62 | -12 |
| 16.º | Sportivo Buenos Aires  | 25  | 32 | 8  | 9  | 15 | 45 | 63 | -18 |
| 17.º | Sportivo Palermo       | 24  | 32 | 10 | 4  | 18 | 39 | 36 | 3   |

|  |                                       |
|  | Campeón.                              |
|  | Jugaron un desempate por el descenso. |
|  | Descendido y desafiliado.             |

## Desempate por el descenso
| Partido 1     | Partido 1 | Partido 1             | Partido 1     | Partido 1           | Partido 1 |
| Equipo 1      | Resultado | Equipo 2              | Estadio       | Fecha               |           |
| ------------- | --------- | --------------------- | ------------- | ------------------- | --------- |
| Nueva Chicago | 2 - 2     | Sportivo Buenos Aires | Nueva Chicago | 19 de enero de 1933 |           |

| Partido 2             | Partido 2 | Partido 2     | Partido 2             | Partido 2            | Partido 2 |
| Equipo 1              | Resultado | Equipo 2      | Estadio               | Fecha                |           |
| --------------------- | --------- | ------------- | --------------------- | -------------------- | --------- |
| Sportivo Buenos Aires | 1 - 1     | Nueva Chicago | Sportivo Buenos Aires | 4 de febrero de 1933 |           |

| Partido 3     | Partido 3 | Partido 3             | Partido 3        | Partido 3             | Partido 3 |
| Equipo 1      | Resultado | Equipo 2              | Estadio          | Fecha                 |           |
| ------------- | --------- | --------------------- | ---------------- | --------------------- | --------- |
| Nueva Chicago | 2 - 2     | Sportivo Buenos Aires | Estudiantes (BA) | 18 de febrero de 1933 |           |

- Luego de los 3 empates consecutivos, la Asociación decidió anular el descenso.

## Descensos y ascensos
Sportivo Palermo abandonó la disputa del torneo y posteriormente se fusionó con Palermo, con el que participó del siguiente torneo, lo que sumado al ascenso de Sportivo Dock Sud, Sportivo Alsina y Sportivo Acassuso, hizo que el número de participantes para la temporada 1933 aumentara a 20.

## Goleadores
| Jugador              | Jugador           | Goles | Equipo            |
| -------------------- | ----------------- | ----- | ----------------- |
| Bandera de Argentina | Juan Irurieta     | 23    | All Boys          |
| Bandera de Argentina | Prudencio Lamazou | 22    | Barracas Central  |
| Bandera de Argentina | Mario Fortunato   | 21    | Sportivo Barracas |